# 15.ª etapa del Tour de Francia 2021
La 15.ª etapa del Tour de Francia 2021 tuvo lugar el 11 de julio de 2021 entre Céret y Andorra la Vieja sobre un recorrido de 191,3 km y fue ganada por el estadounidense Sepp Kuss del equipo Jumbo-Visma. El esloveno Tadej Pogačar mantuvo el liderato antes de la segunda jornada de descanso.

## Clasificación de la etapa
| Céret - Andorra la Vieja | etapa de montaña | (191,3 km) |

| \| Clasificación de la etapa \| Clasificación de la etapa \| Clasificación de la etapa \| Clasificación de la etapa \| Clasificación de la etapa \| \| Ciclista \| Ciclista \| Equipo \| Tiempo \| \| \| ------------------------- \| ------------------------- \| ------------------------- \| ------------------------- \| ------------------------- \| \| 1.º \| Sepp Kuss \| Jumbo-Visma \| 5 h 12 min 06 s \| \| \| 2.º \| Alejandro Valverde \| Movistar Team \| + 23 s \| \| \| 3.º \| Wout Poels \| Bahrain Victorious \| + 1 min 15 s \| \| \| 4.º \| Ion Izagirre \| Astana-Premier Tech \| + 1 min 15 s \| \| \| 5.º \| Ruben Guerreiro \| EF Education-Nippo \| + 1 min 15 s \| \| \| 6.º \| Nairo Quintana \| Arkéa-Samsic \| + 1 min 15 s \| \| \| 7.º \| David Gaudu \| Groupama-FDJ \| + 1 min 15 s \| \| \| 8.º \| Daniel Martin \| Israel Start-Up Nation \| + 1 min 22 s \| \| \| 9.º \| Franck Bonnamour \| B&B Hotels p/b KTM \| + 1 min 22 s \| \| \| 10.º \| Aurélien Paret-Peintre \| AG2R Citroën Team \| + 1 min 22 s \| \| |                        |                        |                 |
| |                        |                        |                 |
| Fuente: ProCyclingStats |                        |                        |                 |
| Clasificación de la etapa |                        |                        |                 |
| Ciclista | Ciclista               | Equipo                 | Tiempo          |
| 1.º | Sepp Kuss              | Jumbo-Visma            | 5 h 12 min 06 s |
| 2.º | Alejandro Valverde     | Movistar Team          | + 23 s          |
| 3.º | Wout Poels             | Bahrain Victorious     | + 1 min 15 s    |
| 4.º | Ion Izagirre           | Astana-Premier Tech    | + 1 min 15 s    |
| 5.º | Ruben Guerreiro        | EF Education-Nippo     | + 1 min 15 s    |
| 6.º | Nairo Quintana         | Arkéa-Samsic           | + 1 min 15 s    |
| 7.º | David Gaudu            | Groupama-FDJ           | + 1 min 15 s    |
| 8.º | Daniel Martin          | Israel Start-Up Nation | + 1 min 22 s    |
| 9.º | Franck Bonnamour       | B&B Hotels p/b KTM     | + 1 min 22 s    |
| 10.º | Aurélien Paret-Peintre | AG2R Citroën Team      | + 1 min 22 s    |

## Clasificaciones al final de la etapa

### Clasificación general(Maillot Jaune)
| \| Clasificación general \| Clasificación general \| Clasificación general \| Clasificación general \| Clasificación general \| \| Ciclista \| Ciclista \| Equipo \| Tiempo \| \| \| --------------------- \| --------------------- \| --------------------- \| --------------------- \| --------------------- \| \| 1.º \| Tadej Pogačar \| UAE Team Emirates \| 62 h 07 min 18 s \| \| \| 2.º \| Rigoberto Urán \| EF Education-Nippo \| + 5 min 18 s \| \| \| 3.º \| Jonas Vingegaard \| Jumbo-Visma \| + 5 min 32 s \| \| \| 4.º \| Richard Carapaz \| Ineos Grenadiers \| + 5 min 33 s \| \| \| 5.º \| Ben O'Connor \| AG2R Citroën Team \| + 5 min 58 s \| \| \| 6.º \| Wilco Kelderman \| Bora-Hansgrohe \| + 6 min 16 s \| \| \| 7.º \| Alexéi Lutsenko \| Astana-Premier Tech \| + 7 min 01 s \| \| \| 8.º \| Enric Mas \| Movistar Team \| + 7 min 11 s \| \| \| 9.º \| Guillaume Martin \| Cofidis \| + 7 min 58 s \| \| \| 10.º \| Pello Bilbao \| Bahrain Victorious \| + 10 min 59 s \| \| |                  |                     |                  |
| |                  |                     |                  |
| Fuente: ProCyclingStats |                  |                     |                  |
| Clasificación general |                  |                     |                  |
| Ciclista | Ciclista         | Equipo              | Tiempo           |
| 1.º | Tadej Pogačar    | UAE Team Emirates   | 62 h 07 min 18 s |
| 2.º | Rigoberto Urán   | EF Education-Nippo  | + 5 min 18 s     |
| 3.º | Jonas Vingegaard | Jumbo-Visma         | + 5 min 32 s     |
| 4.º | Richard Carapaz  | Ineos Grenadiers    | + 5 min 33 s     |
| 5.º | Ben O'Connor     | AG2R Citroën Team   | + 5 min 58 s     |
| 6.º | Wilco Kelderman  | Bora-Hansgrohe      | + 6 min 16 s     |
| 7.º | Alexéi Lutsenko  | Astana-Premier Tech | + 7 min 01 s     |
| 8.º | Enric Mas        | Movistar Team       | + 7 min 11 s     |
| 9.º | Guillaume Martin | Cofidis             | + 7 min 58 s     |
| 10.º | Pello Bilbao     | Bahrain Victorious  | + 10 min 59 s    |

### Clasificación por puntos(Maillot Vert)
| Clasificación por puntos | Clasificación por puntos | Clasificación por puntos | Clasificación por puntos | Clasificación por puntos |
| Ciclista                 | Ciclista                 | Equipo                   | Puntos                   |                          |
| ------------------------ | ------------------------ | ------------------------ | ------------------------ | ------------------------ |
| 1.º                      | Mark Cavendish           | Deceuninck-Quick Step    | 279 pts                  |                          |
| 2.º                      | Michael Matthews         | BikeExchange             | 207 pts                  |                          |
| 3.º                      | Jasper Philipsen         | Alpecin-Fenix            | 174 pts                  |                          |
| 4.º                      | Sonny Colbrelli          | Bahrain Victorious       | 159 pts                  |                          |
| 5.º                      | Julian Alaphilippe       | Deceuninck-Quick Step    | 135 pts                  |                          |
| 6.º                      | Tadej Pogačar            | UAE Team Emirates        | 103 pts                  |                          |
| 7.º                      | Wout van Aert            | Jumbo-Visma              | 101 pts                  |                          |
| 8.º                      | Michael Mørkøv           | Deceuninck-Quick Step    | 95 pts                   |                          |
| 9.º                      | Matej Mohorič            | Bahrain Victorious       | 81 pts                   |                          |
| 10.º                     | Bauke Mollema            | Trek-Segafredo           | 76 pts                   |                          |

### Clasificación de la montaña(Maillot à Pois Rouges)
| Clasificación de la montaña | Clasificación de la montaña | Clasificación de la montaña | Clasificación de la montaña | Clasificación de la montaña |
| Ciclista                    | Ciclista                    | Equipo                      | Puntos                      |                             |
| --------------------------- | --------------------------- | --------------------------- | --------------------------- | --------------------------- |
| 1.º                         | Wout Poels                  | Bahrain Victorious          | 74 pts                      |                             |
| 2.º                         | Michael Woods               | Israel Start-Up Nation      | 66 pts                      |                             |
| 3.º                         | Nairo Quintana              | Arkéa-Samsic                | 64 pts                      |                             |
| 4.º                         | Wout van Aert               | Jumbo-Visma                 | 64 pts                      |                             |
| 5.º                         | Bauke Mollema               | Trek-Segafredo              | 41 pts                      |                             |
| 6.º                         | Kenny Elissonde             | Trek-Segafredo              | 27 pts                      |                             |
| 7.º                         | Tadej Pogačar               | UAE Team Emirates           | 26 pts                      |                             |
| 8.º                         | Ben O'Connor                | AG2R Citroën Team           | 24 pts                      |                             |
| 9.º                         | Sergio Higuita              | EF Education-Nippo          | 24 pts                      |                             |
| 10.º                        | Julian Alaphilippe          | Deceuninck-Quick Step       | 20 pts                      |                             |

### Clasificación del mejor joven(Maillot Blanc)
| Clasificación del mejor joven | Clasificación del mejor joven | Clasificación del mejor joven | Clasificación del mejor joven | Clasificación del mejor joven |
| Ciclista                      | Ciclista                      | Equipo                        | Tiempo                        |                               |
| ----------------------------- | ----------------------------- | ----------------------------- | ----------------------------- | ----------------------------- |
| 1.º                           | Tadej Pogačar                 | UAE Team Emirates             | 62 h 07 min 18 s              |                               |
| 2.º                           | Jonas Vingegaard              | Jumbo-Visma                   | + 5 min 32 s                  |                               |
| 3.º                           | Aurélien Paret-Peintre        | AG2R Citroën Team             | + 21 min 15 s                 |                               |
| 4.º                           | David Gaudu                   | Groupama-FDJ                  | + 27 min 15 s                 |                               |
| 5.º                           | Sergio Higuita                | EF Education-Nippo            | + 57 min 26 s                 |                               |
| 6.º                           | Mark Donovan                  | Team DSM                      | + 1 h 22 min 49 s             |                               |
| 7.º                           | Valentin Madouas              | Groupama-FDJ                  | + 1 h 25 min 30 s             |                               |
| 8.º                           | Neilson Powless               | EF Education-Nippo            | + 1 h 33 min 02 s             |                               |
| 9.º                           | Jonas Rutsch                  | EF Education-Nippo            | + 1 h 56 min 00 s             |                               |
| 10.º                          | Brent Van Moer                | Lotto-Soudal                  | + 2 h 00 min 42 s             |                               |

### Clasificación por equipos(Classement par Équipe)
| Clasificación por equipos | Clasificación por equipos | Clasificación por equipos | Clasificación por equipos |
| Equipo                    | Equipo                    | Tiempo                    |                           |
| ------------------------- | ------------------------- | ------------------------- | ------------------------- |
| 1.º                       | Bahrain Victorious        | 187 h 10 min 05 s         |                           |
| 2.º                       | EF Education-Nippo        | + 11 min 37 s             |                           |
| 3.º                       | AG2R Citroën Team         | + 26 min 21 s             |                           |
| 4.º                       | Jumbo-Visma               | + 32 min 02 s             |                           |
| 5.º                       | Ineos Grenadiers          | + 33 min 24 s             |                           |
| 6.º                       | Trek-Segafredo            | + 40 min 15 s             |                           |
| 7.º                       | Bora-Hansgrohe            | + 50 min 16 s             |                           |
| 8.º                       | Movistar Team             | + 56 min 12 s             |                           |
| 9.º                       | Astana-Premier Tech       | + 56 min 46 s             |                           |
| 10.º                      | UAE Team Emirates         | + 1 h 35 min 26 s         |                           |

## Abandonos
Nacer Bouhanni no completó la etapa y Edvald Boasson Hagen llegó fuera de control.